# ナブ号の世界動物探検
『ナブ号の世界動物探検』（ナブごうのせかいどうぶつたんけん）は、1972年10月15日から1973年9月30日まで日本テレビ系列局で放送されていた日本テレビ製作のドキュメンタリー番組である。

## 概要
近藤兵生（当時東京農業大学教授）が世界各地の野生動物の宝庫を訪ね歩く模様を放送。収録はアフリカ大陸や南米のジャングルなどで行われていた。番組は城達也によるナレーションで進行していた。
各新聞のラジオ・テレビ欄には「26回の予定」と記されていたが、最終的には1年に引き伸ばされた。

## 放送時間
いずれも日本標準時。
- 日曜 10:30 - 11:00 （1972年10月15日 - 1973年3月25日）
- 日曜 18:30 - 19:00 （1973年4月1日 - 1973年9月30日）